# Alternative Songs
Alternative Songs (de voormalige (Hot) Modern Rock Tracks) is een muziekhitlijst in de Verenigde Staten dat sinds 10 september 1988 in de tijdschrift Billboard verschijnt. Het bestaat uit de veertig meest gedraaide nummers op de modern rock radiostations, waarvan de meeste alternatieve rock nummers zijn. De lijst werd geïntroduceerd als een lijst naast de Mainstream Rock Tracks-lijst en de opzetting werd versneld na de uitbarsting van de alternatieve muziek op de Amerikaanse radiostations eind jaren '80. 

## Achtergrondinformatie
De lijst is volledig gebaseerd op radio-airplay en in een onderdeel van de Billboard Hot 100, de officiële hitlijst van de Verenigde Staten. Vanaf 2008 worden tachtig radiostations een volledige week lang, elektronisch gemonitoreerd door de Nielsen Broadcast Data Systems. De nummers worden gesorteerd op de nummers met de meeste opgetelde spins. 
Veel rockartiesten brengen geen commerciële singles uit, waardoor veel populaire nummers de Hot 100 niet in mochten. Dit was het geval tot december 1998, waarna albumtracks die geen release kregen, ook de lijst binnen mochten treden. Als gevolg hiervan waren er voor 1998 veel nummers die het goed deden in de Modern Rock Tracks, maar geen notering hadden in de Hot 100.
De lijst bevatte gedurende de eerste paar jaren veel nummers die geen radio-airplay kregen op de commerciële (pop)radiostations, maar wel op de schaarse rockstations. Hierdoor bevatte de lijst veel elektronica- en post-punkartiesten. De alternatieve rock werd naarmate de jaren vordenden meer mainstream, mede door de grote populariteit van de grunge. Hierdoor bevatten de Modern Rock Tracks en de Mainstream Rock Tracks meer en meer dezelfde nummers. Tegenwoordig bevat de lijst vooral alternatieve rock, indierock- en punkrockgroepen, terwijl de Mainstream Rock Tracks een voorkeur voor hardrock en heavy metal heeft. 
De Modern Rock Tracks werd op 20 juni 2009 hernoemd naar Alternative Songs, nadat Billboard de Radio & Records-lijst volledig in zijn catalogus opnam, en diens naam "Alternative" in de titel had staan. 

## Records

### Artiesten met de meeste nummer 1-nummers
- Red Hot Chili Peppers (11)
- Linkin Park (10)
- Green Day (9)
- U2 (8)
- Foo Fighters (8)
- R.E.M. (6)

### Artiesten met de meeste opgetelde weken op nummer 1
- Red Hot Chili Peppers (81)
- Linkin Park (70)
- Foo Fighters (66)
- Green Day (50)
- U2 (31)
- R.E.M.

### Nummers die op de eerste plek debuteerden
- "What's the Frequency, Kenneth?" by R.E.M. (1994)
- "Dani California" by Red Hot Chili Peppers (2006)
- "What I've Done" by Linkin Park (2007)

### Lijst met langste nummer 1-noteringen
18 weken
- "The Pretender" — Foo Fighters (2007)

17 weken
- "Uprising" - Muse (2009)

16 weken
- "Scar Tissue" — Red Hot Chili Peppers (1999)
- "It's Been Awhile" — Staind (2001)
- "Boulevard of Broken Dreams" — Green Day (2004-2005)

15 weken
- "Sex and Candy" — Marcy Playground (1997-1998)
- "What I've Done" — Linkin Park (2007)

14 weken
- "By the Way" — Red Hot Chili Peppers (2002)
- "Dani California" — Red Hot Chili Peppers (2006)

13 weken
- "Otherside" — Red Hot Chili Peppers (2000)
- "How You Remind Me" — Nickelback (2001)
- "Rope - Foo Fighters (2011)

12 weken
- "Hemorrhage (In My Hands)" — Fuel (2000-2001)
- "Numb" — Linkin Park (2003-2004)
- "New Divide" - Linkin Park (2009)

11 weken
- "My Own Worst Enemy" — Lit (1999)
- "Kryptonite" — 3 Doors Down (2000)
- "Pork and Beans" — Weezer (2008)
- "You're Gonna Go Far, Kid" — The Offspring (2008)
- "Lay Me Down" - The Dirty Heads featuring Rome Ramirez  (2010)

10 weken
- "Wonderwall" — Oasis (1995-1996)
- "All My Life" — Foo Fighters (2002-2003)
- "Tighten Up" - The Black Keys (2010)

### Overige records en opmerkingen
- Geen enkele artiest heeft zichzelf vervangen als de nummer een, hoewel All My Life van de Foo Fighters You Know You're Right van Nirvana op 23 november 2002 verving. Dit betekende dat de Foo Fighters, gefront door Dave Grohl, de eerste positie van Nirvana, waar Grohl de drummer van was, overnam.
- Grohl bereikte tevens de eerste positie met vier verschillende bands:Nirvana, Foo Fighters, Queens of the Stone Age en Nine Inch Nails.
- De langst aantal weken dat een nummer in de lijst stond, was 52. Dit was gedaan door The Kill (Bury Me) van 30 Seconds to Mars.
- Linkin Park Meteora uit 2003 heeft de meeste nummer 1-noteringen gegenereerd met een aantal van vijf.
- Red Hot Chili Peppers' Californication en Linkin Park's Meteora hebben de nummer met de opgetelde meeste weken op de eerste plek, elk met dertig weken.